# 鉍沉著症
鉍沉著症（英語：Bismuthia）是一种罕见的皮肤病，由长期接触或使用铋引起。
比银质沉着症更罕见的是，铋可能会导致类似于银质沉着症那样普遍持续性的皮肤变色。在结膜和口腔粘膜，以及皮肤通常会受到这种情况的影响。色素颗粒均匀地散布在真皮层中，通过散射现象产生蓝色或蓝灰色的皮肤颜色。这种病症极为罕见，因此现代医学对其知之甚少。必须使用特殊染色和光谱方法来识别受铋影响的皮肤色素。
通常情况下，由于铋会和人体内的硫元素结合产生硫化铋，因此铋会沿着牙龈和牙齿的附近产生一条黑线，类似于铅中毒时出现的巴顿线。如果牙龈缺牙或牙龈和牙齿均正常，则不太可能发生这种现象。病症在存在牙龈炎和龋齿时更容易显现。除此以外铋元素摄入过量可能引起口腔炎。在更罕见的情况下，据报道，铋会导致阴道和子宫颈色素沉着。

## 延伸阅读
- The University of Massachusetts Online Article on Pigmentation Disease
- Beerman & Colburn - American Journal of the Medical Sciences, Volume 231: 451, 1956
- Jeghers - New England Journal of Medicine 231: 122 & 181, 1944